# S/2003 J 19
S/2003 J 19, o Giove LXI, è un satellite naturale irregolare del pianeta Giove.

## Scoperta
Il satellite è stato scoperto nel 2003 da un gruppo di astronomi dell'Università delle Hawaii guidato da Brett J. Gladman e composta da John Kavelaars, Jean-Marc Petit, Lynne Allen, Scott Sheppard, David Jewitt e Jan Kleyna.
Poco dopo la scoperta il satellite fu considerato perduto,
Fu ritrovato nel 2018 e a quel punto ha ricevuto l'ordinale Giove LXI.

## Denominazione
In attesa della promulgazione della denominazione definitiva da parte dell'Unione Astronomica Internazionale, il satellite è noto mediante la designazione numerale definitiva Giove LXI.

## Parametri orbitali
Il satellite è caratterizzato da un movimento retrogrado ed appartiene al gruppo di Carme, composto da satelliti retrogradi ed irregolari che orbitano attorno a Giove ad una distanza compresa fra 23 e 24 milioni di chilometri, con una inclinazione orbitale pari a circa 165°.
S/2003 J 19 ha un diametro di circa 2 km e orbita con moto retrogrado attorno a Giove in 699,125 giorni, a una distanza media di 22,709 milioni di km, con un'inclinazione di 165° rispetto all'eclittica (164° rispetto al piano equatoriale del pianeta), con un'eccentricità orbitale di 0,1961.